# Хайнц Цандер
Хайнц Цандер (* 2. октомври 1939 г. във Волфен, Wolfen, Германия) е немски художник, илюстратор и писател.

## Биография
Цандер принадлежи към Лайпцигската школа. Сферите му на работа са живопис (маслени бои), рисунка, графика и илюстрация. Той е и писател, публикува романи, разкази и есета. Цандер работи с живописни техники, базирани на старите майстори, от които развива напълно независим живописен език. Модели са Бош, Грюневалд, Алтдорфер, Кранах и италиански маниеристи (Понтормо, Бронзино). Работи основно с цветни маслени и смолисти глазури.

### Проучвания, ранни и средни години (1959 до 1983 г.)
От 1959 до 1964 г. Хайнц Цандерс учи в Академията за визуални изкуства в Лайпциг при Бернхард Хайзиг. Още като студент е смятан за изключителен талант както от преподавателите, така и от състудентите си.  Голямият интерес на Цандер към историята на изкуството води до изпробването на най-различни естетически подходи. Малкото оцелели рисунки и илюстрации не могат лесно да се определят като истински творби на Цандер, тъй като той умее майсторски да имитира определени стилове (например тези на Веласкес). Дипломната му работа върху „The Fall of the House of Usher“ от Едгар Алан По е особено известна сред колегите му и е търсена колекционерска ценност поради малкия си тираж.
По време на майсторския си клас при скулптора Фриц Кремер в Академията по изкуствата в Берлин, Хайнц Цандер работи върху дизайна на сценичните декори. Серия от картини отразява неговите контакти с Берлинската актьорска сцена.  Интензивно се занимаша с литературните творби на Бертолт Брехт, Франц Кафка и Томас Ман и изразява това в многобройни илюстрации. Вече може да се разпознае неговият специялен стил.
След завръщането си в Лайпциг през 1970 г. Цандер се насочва към исторически теми. В тюрингският град Мюлхаузен на 450та годишнина на Германската селска война (1975 г.) в секуларизираната църква Корнмаркткирхе (Kornmarktkirche) е създаден Музей на селската война. Градът Мюлхаузен също е познат като „Град на Томас Мюнцер“. Във връзка с годината на възпоменанието на Томас Мюнцер, Цандер работи вържу един цикъл от няколко части който тематизира селската война  (изложен в църквата Корнмаркткирхе, Мюлхаузен) и бържу един голям триптих за годината на възпоменанието на Реформацията и Лутер (изложен  в Angermuseum, Ерфурт). Междувременно Вернер Тюбке, вторият велик майстор на Лайпцигската школа, получи от правителството на ГДР един от най-големите художествени проекти на 20-ти век. Той е избран да работи вържу монументално голяма панорама на Селската война (14 м × 123 м,Bauernkriegspanorama). Цандер също se опитва да поеме, но вероятно той е смятан за твърде загадъчен за подобна държавно отговорна задача. Вместо това му е възложено, наред с други неща, да създаде живописни интерпретации на оперите на Рихард Вагнер за концертната зала Гевандхаус в Лайпциг. За разлика от други съвременници обаче, Цандер успява да запази артистичната си дистанция от политическия апарат. Критиката е скрита и се проявява чрез загадки, преувеличения както и чрез маниерния визуален език на Цандер.

### Времето преди падането на Берлинската стена до днес
През 80-те години паралелно с работата бържу неговите картини и графики написва цяла поредица от романи и разкази. Този междужанров начин на работа бележи зрялото творчество на художника. Картините, които са създадени по време на политическата промяна, коментират текущите събития на фино ниво, в което Цандер не се намесва като активист, а много повече ги записва сеизмографски като наблюдател.
Гравюрите и картините от периода след обединението се колебаят между меланхолично уединение и омагьосваща бурлеска екзотика и са населени от различни фигури от митологията, историята и съвременните събития, като Диана, Актеон или Несус. В картините се намира едно голямо разнообразие от животни, растения, хора и геоложки скални структури в картините, мистични и очарователни пейзажи в различни климатични зони, бурни морски вълни и прекрасни облаци, но и също чисто черни фонове, които подчертават представените фигури и обектите които ги придружяват в цялото им тайнствено разнообразие. В повечето случаи женските фигури излъчват опасно съблазнителна харизма, на която мъжките фигури гротескно се поддават. Не само изобразителните теми се намират в огромен диапазон, но и тяхното живописно и техническо изпълнение. Техният избор обаче не е случаен продукт на съответната композиция, а най-вече кодира голямо разнообразие от значения в по-дълбока, двусмислена символика. Само живописното творчество на Хайнц Зандер се оценява на над хиляда картини. То се характеризира с неповторима динамична линия, обучавана от ранния флорентински ренесанс и ар нуво.

## Местоположение на експозициите
- Алтенбург, музей Линденау
- Бад Франкенхаузен, Панорамен музей
- Берлин, Хумболтов университет
- Берлин, Национална галерия
- Берлин-Бранденбургска академия на науките
- Дрезден, галерия Нови майстори
- Дрезден, Военноисторически музей на Бундесвера
- Лайпциг, Музей на изящните изкуства
- Лайпциг, Гевандхаус
- Оберхаузен, Институт Лудвиг
- Токио, Националният музей на западното изкуство
- Йена, Градски музей и художествена колекция

## Самостоятелни изложби (селекция)
- 1965 Алтенбург, музей Линденау
- 1972 Ерфурт, музей Angermuseum
- 1974 Лайпциг, галерия на Sachsenplatz
- 1976 Италия, туристическа изложба в Galleria de Levante, Милано
- 1984 Лайпциг, Музей на изящните изкуства (каталог)
- 1995 Бад Франкенхаузен, Панорамен музей (каталог)
- 1999 Лайпциг, Лайпцигски университет (каталог)
- 2004 Ерфурт, къща на картините „Bilderhaus“, Krämerbrücke
- 2006 Лайпциг, галерия на Sachsenplatz (каталог)
- 2007 Mühlhausen, Galerie Thoms „HEINZ ZANDER – Живопис и рисунка“
- 2010 Майнинген, Замъкът Елизабетенбург : Хайнц Цандер – В уединен пейзаж – картини и рисунки (In verschwiegener Landschaft – Malerei und Zeichnungen, каталог)
- 2014 Ерфурт, замък Молсдорф: Хайнц Зандер. Приказни срещи. Картина от колекцията Thoms (Fabelhafte Begegnungen. Malerei aus der Sammlung Thoms), [5] (каталог)
- 2016 Бад Франкенхаузен, Panoramamuseum : Heinz Zander – Походи по забравени пътеки, (Heinz Zander – Wanderungen auf vergessenen Wegen) [6] (каталог)
- 2019 Мюлхаузен, Културно-исторически музей „Красавици и чудовища“ (Schönheiten und Ungeheuer)
- множество участия в национални и международни изложби

## Литературни произведения
- Тихи селски разходки. Приказен роман и романтични истории (Stille Landfahrten. Ein märchenhafter Roman und romantische Geschichten). Hinstorff Verlag, Росток 1981 г
- Нежният лабиринт (Das sanfte Labyrinth). Роман. Hinstorff, 1984
- Придворният в делтата на Мисисипи. Приказки, миниатюри и новела (Der Höfling im Delta des Mississippi. Märchen, Miniaturen und eine Novelle). Робинсън 1984 г.
- Погребение на глупак. Гротескни образи (Narrenbegräbnis. Groteske Bilder). изд. Ренате Хартлеб. Eulenspiegel Verlag, Берлин 1986, ISBN 3-359-00035-8.
- Синдромът на Макс и Мориц. Бурлеска любовен роман (Das Max-und-Moritz-Syndrom. Ein burlesker Liebesroman). Hinstorff, Росток 1987 г
- Куклен театър с морал или за изкуството на разходките (Puppenspiel mit Moralitäten oder Von der Kunst des Spazierengehens). Hinstorff, Росток 1989 г
- Приказката на Колбер според модата (Colberts Märchen nach der Mode). Малко еротика. Hinstorff, 1989, ISBN 3-356-00215-5.

## Цандер като илюстратор (селекция)
(също илустрации в колекции)
- Едгар Алън По : Падането на дома на Ашер (Der Untergang des Hauses Usher). Дипломна работа в Института за дизайн на книгата в Лайпциг към Академията за визуални изкуства в Лайпциг, 1964 г.
- Питър Хакс : Две приказки (Zwei Märchen). Издател Philipp Reclam jun., Лайпциг 1985 г. (също номериран и подписано луксозно издание с приложен оригинален офорт)
- Лудвиг Бехщайн : Истории за вещици (Hexengeschichten). Издател Offizin Andersen Nexö Leipzig, Hinstorff Verlag, Rostock 1986 г.
- Бертолт Брехт: Света Жана от Стояните (Die heilige Johanna der Schlachthöfe). Издател Philipp Reclam jun., Лайпциг 1968 г
- Даниел Дефо: Мол Фландърс (Moll Flanders). Издател CH Beck and Kiepenheuer 1991, ISBN 340634237X ; Книга Гилде Гутенберг, 1991, ISBN 9783763240036
- Анонимен: Historia of D. Johann Fausten. Издател Philipp Reclam jun., Лайпциг 1979 [7]
- Освалд фон Волкенщайн: Похотта по този свят (um dieser welten lust). Издател Insel, Лайпциг 1968 г
- Горящият храст (Der brennende Dornbusch). В изд. Юрген Ренерт : Диалог с Библията. Живопис и графика от ГДР на библейски теми (Dialog mit der Bibel. Malerei und Grafik aus der DDR zu biblischen Themen). Издател Evgl. Haupt-Bibelgesellschaft, Altenburg 1984 г., стр. 49 (рисувана 1979 г., първоначално масло върху платно.)
- Бернд Пахнике (изд.): Немски народни песни за глас и китара (Deutsche Volkslieder für Singstimme und Gitarre). Берлин: Издател Verlag Neue Musik, 1978

## Каталози
- Живопис, рисунка, графика (<i>Malerei, Zeichnung, Grafik).</i> Музей на изящните изкуства, Лайпциг 1984 г
- Живопис и рисунки (Malerei und Zeichnungen). Галерия в Заксенплац, Лайпциг 1989 г
- Картини рисунки (Gemälde Zeichnungen). Градска художествена колекция Фрайтал, 1992 г
- Hortus conclusus. Панорамен музей Бад Франкенхаузен, 1995 г
- Между островите (Zwischen den Inseln). Лайпцигски университет, попечителство 1999 г
- В уединен пейзаж (In verschwiegener Landschaft). Музеите в Майнинген, 2010 г
- Хайнц Цандер. Рисунки (Gemälde). Sandsteinverlag, Дрезден 2014, ISBN 978-3-95498-137-3
- Преходи по забравени пътеки (Wanderungen auf vergessenen Wegen). Панорамен музей Бад Франкенхаузен, 2016 г
- Аркадски събития (Arkadische Begebenheiten). Галерия Thoms, Мюлхаузен 2015 г
- Разходки с охрана (Wanderungen mit Wächtern). Галерия Thoms, Mühlhausen 2017